# Montoliu de Segarra
Montoliu de Segarra (spanisch Montoliú de Cervera) ist eine spanische Gemeinde (municipio) mit 180 Einwohnern (Stand: 2024) im Nordosten Kataloniens. Neben dem gleichnamigen Hauptort Montoliu de Segarra besteht die Gemeinde aus den Ortschaften Ametlla de Segarra, Cabestany, La Guardia-Lada und Vilagrasseta.

## Geographie
Montoliu de Segarra liegt etwa 65 Kilometer östlich von Lleida und etwa 75 Kilometer westnordwestlich von Barcelona in einer Höhe von ca. 690 m. 

## Einwohnerentwicklung
| 1970 | 1981 | 1991 | 2001 | 2011 | 2021 |
| ---- | ---- | ---- | ---- | ---- | ---- |
| 317  | 215  | 213  | 167  | 192  | 194  |

## Sehenswürdigkeiten
- Reste der Burganlage von Ametlla de Segarra
- Burgruine von La Guardia-Lada
- Burgruine von Montoliu de Segarra
- Peterskirche von Ametlla de Segarra
- Johanniskirche in Cabestany
- Andreaskirche von Vilagrasseta
- Salvatorkirche von Montoliu de Segarra
- Marienkirche in La Guardia-Lada
- Marienkapelle in La Guardia-Lada
- Rathaus

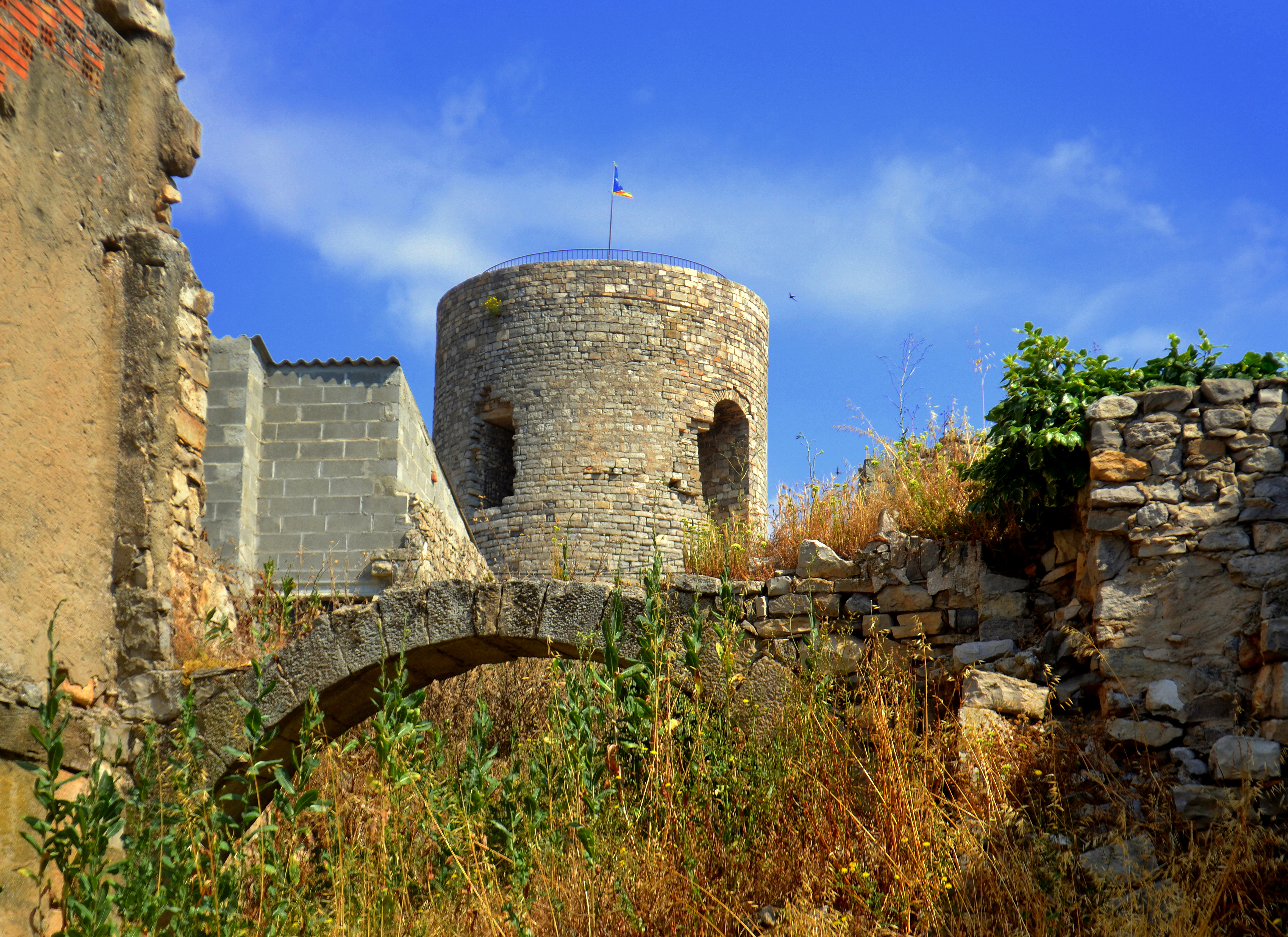
Burganlage von Ametlla de Segarra
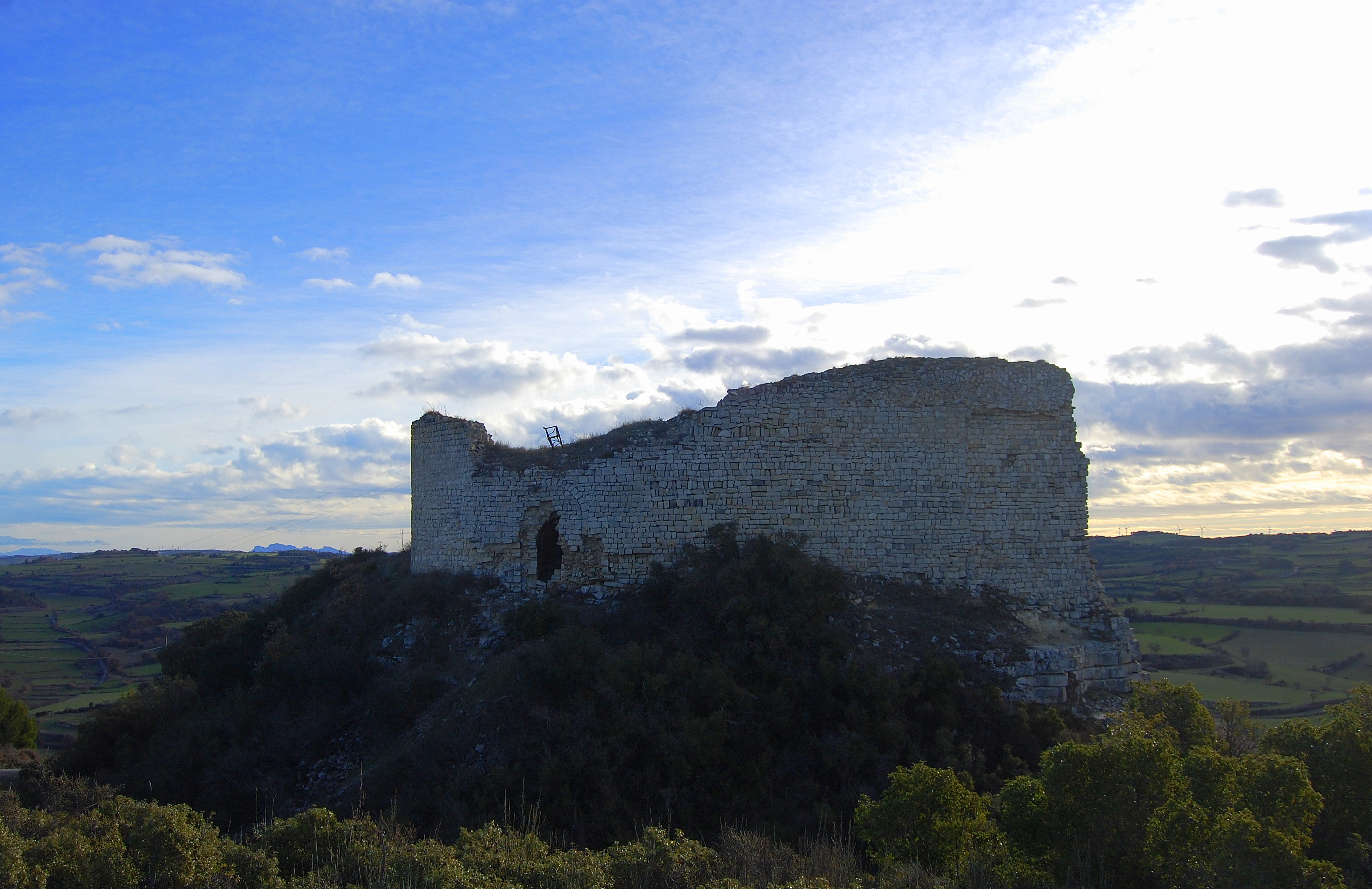
Burgruine von La Guardia-Lada
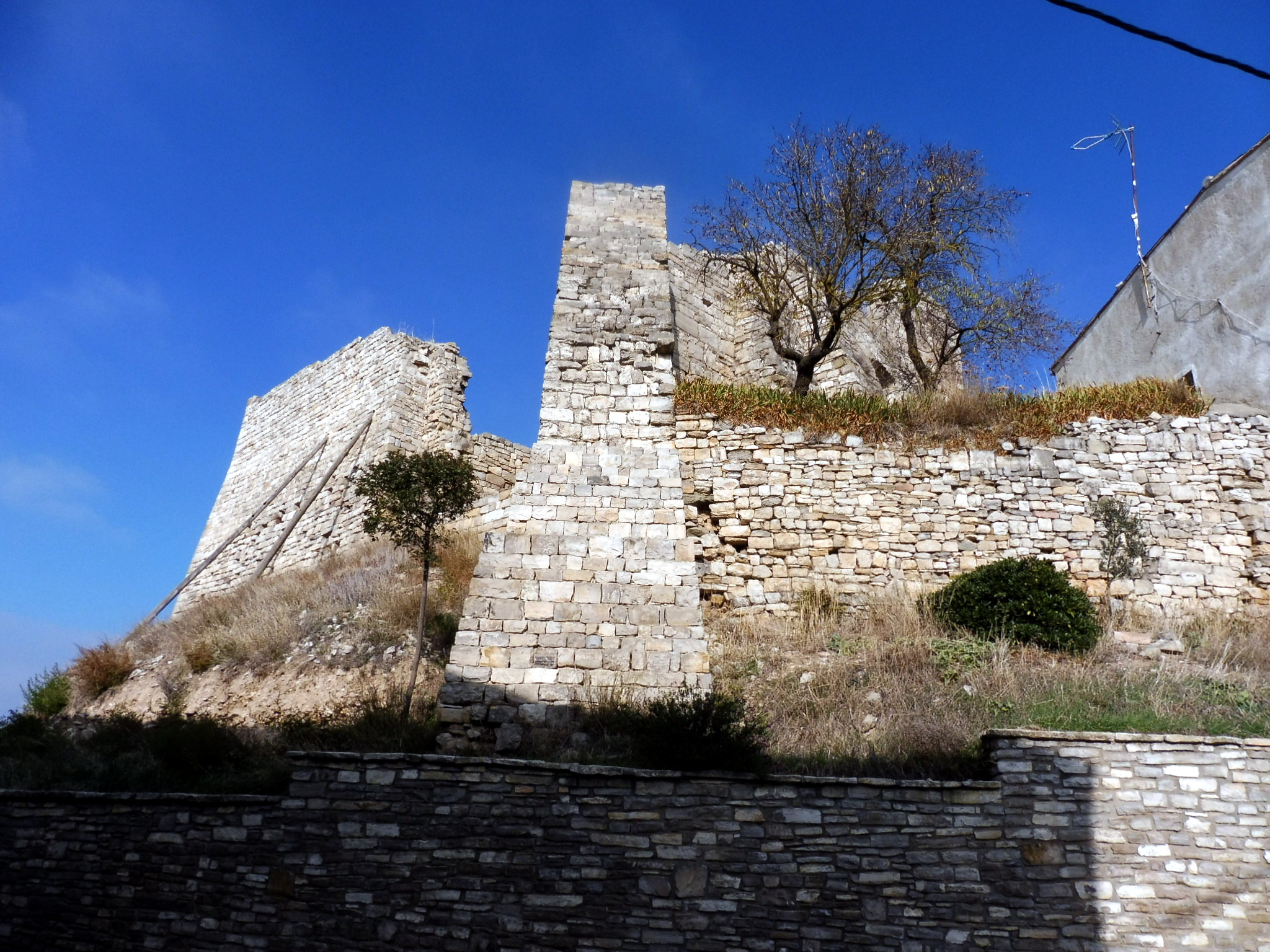
Burgruine von Montoliu de Segarra
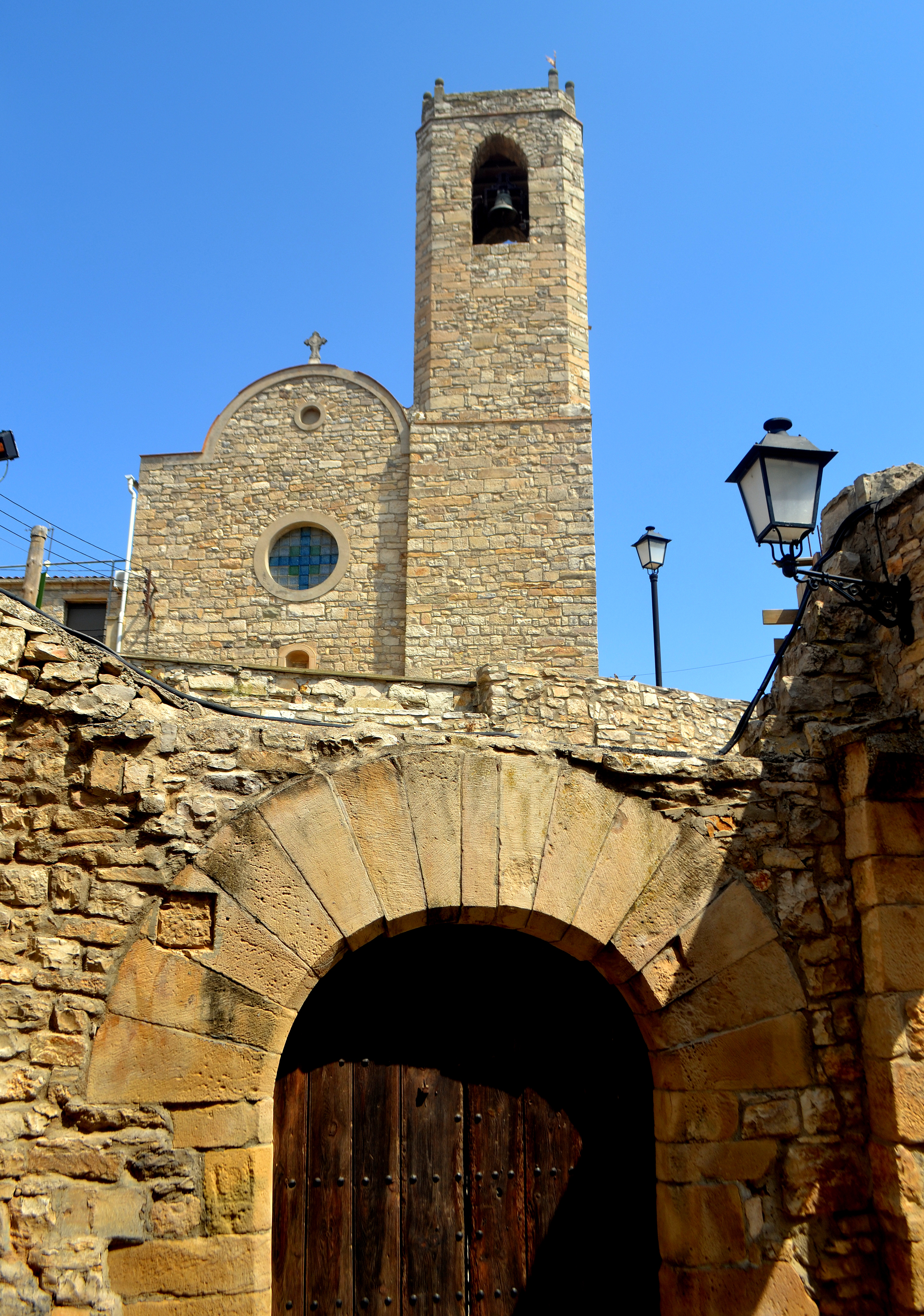
Salvatorkirche
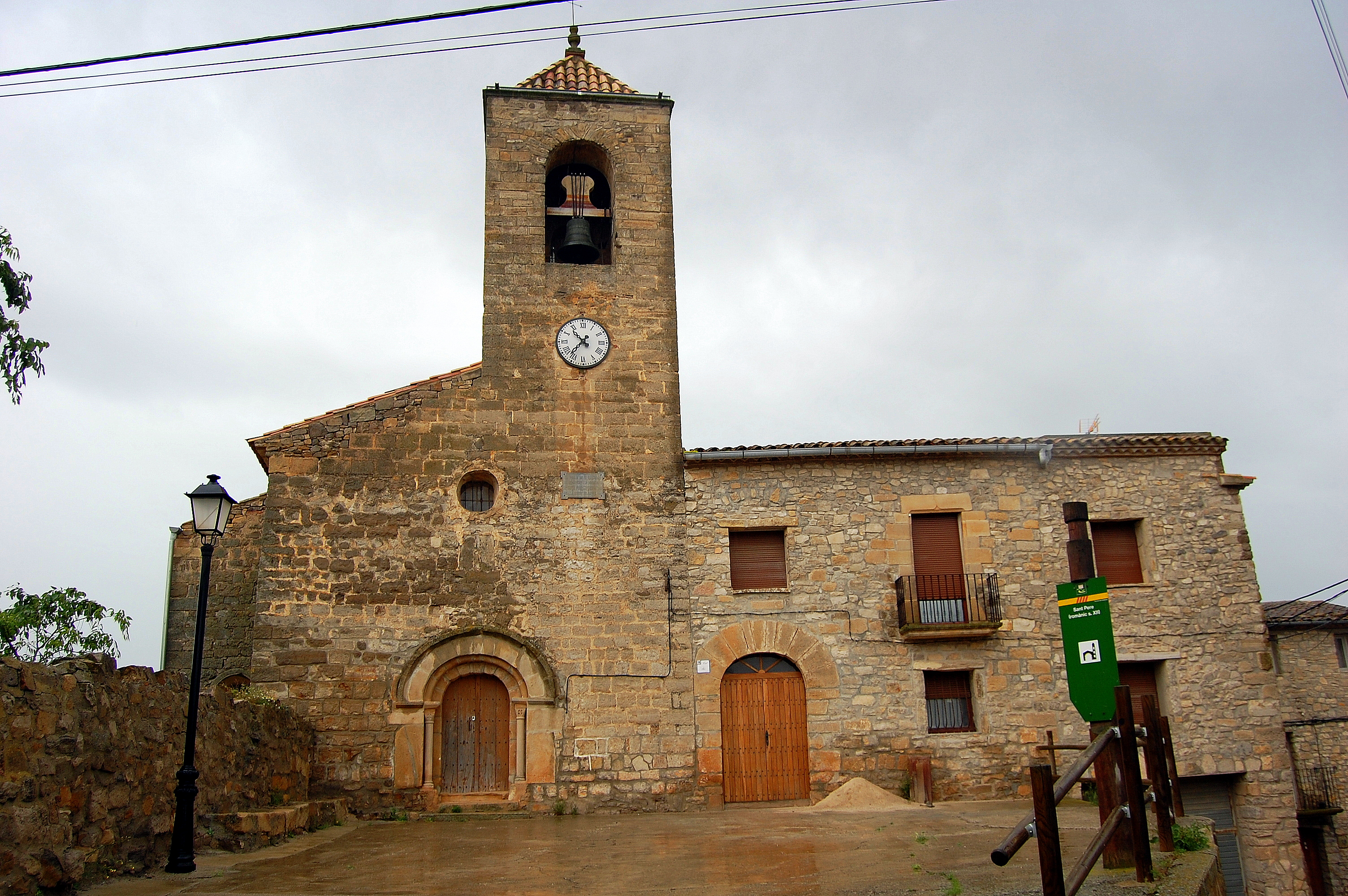
Peterskirche
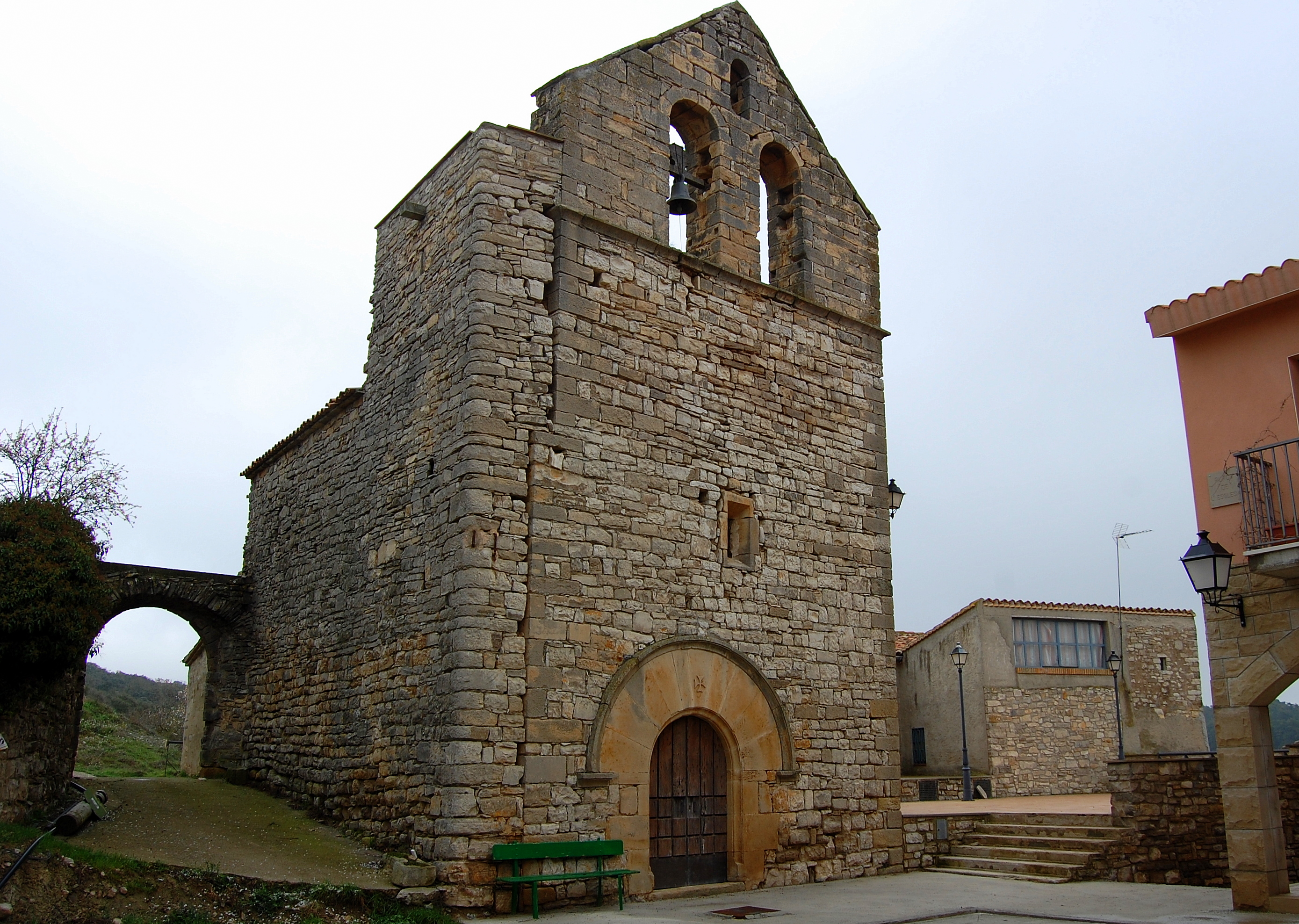
Johanniskirche
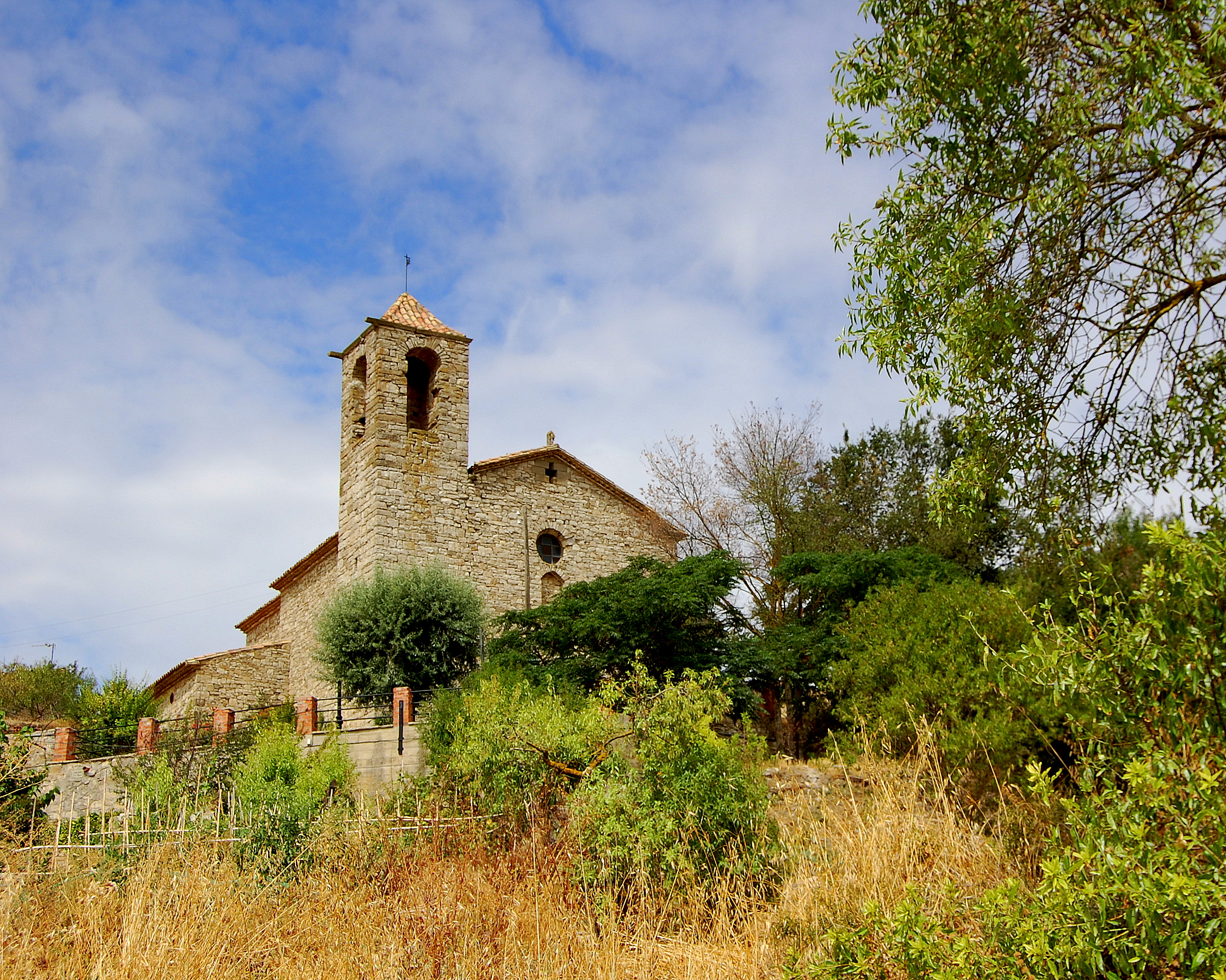
Andreaskirche
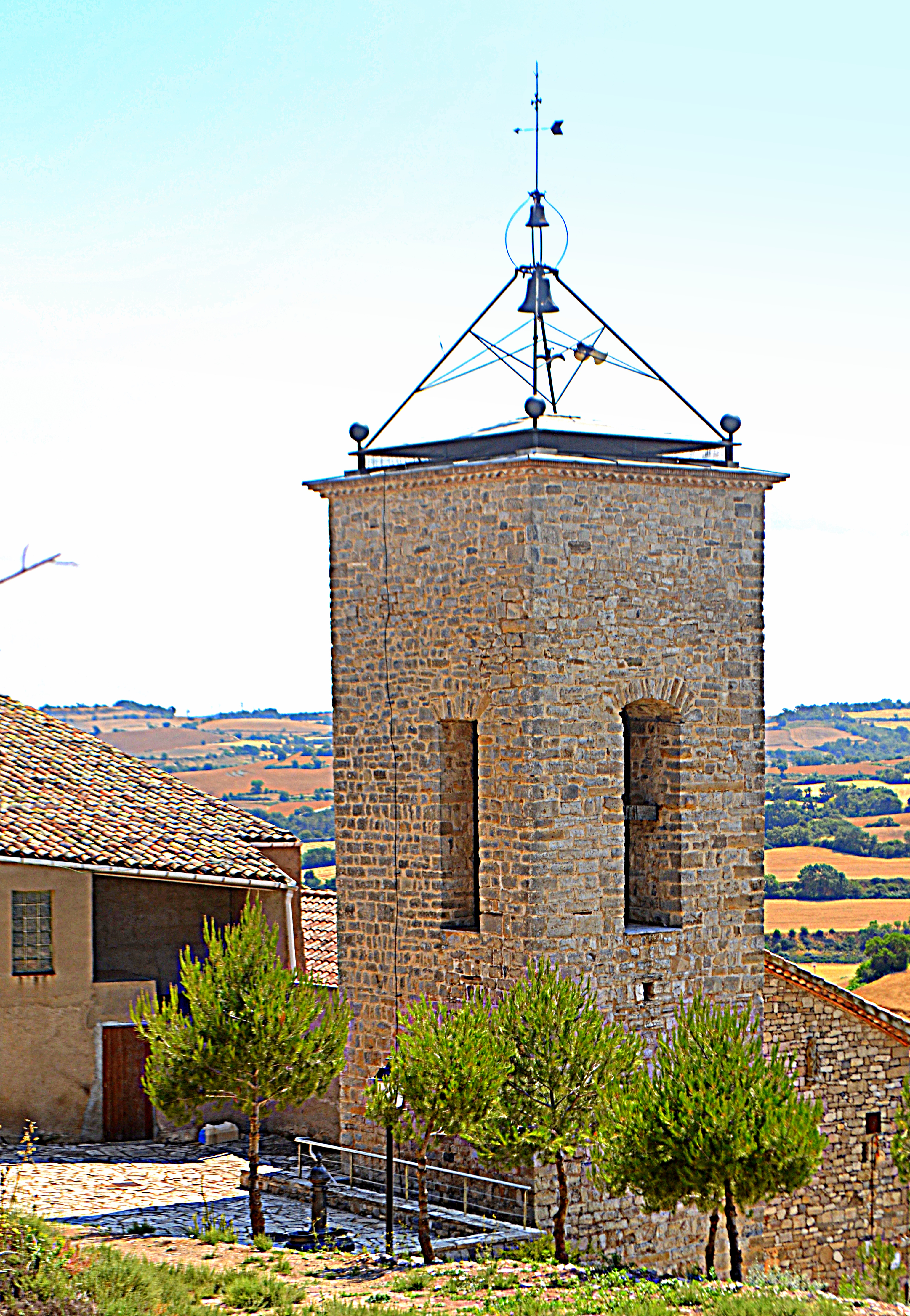
Marienkirche
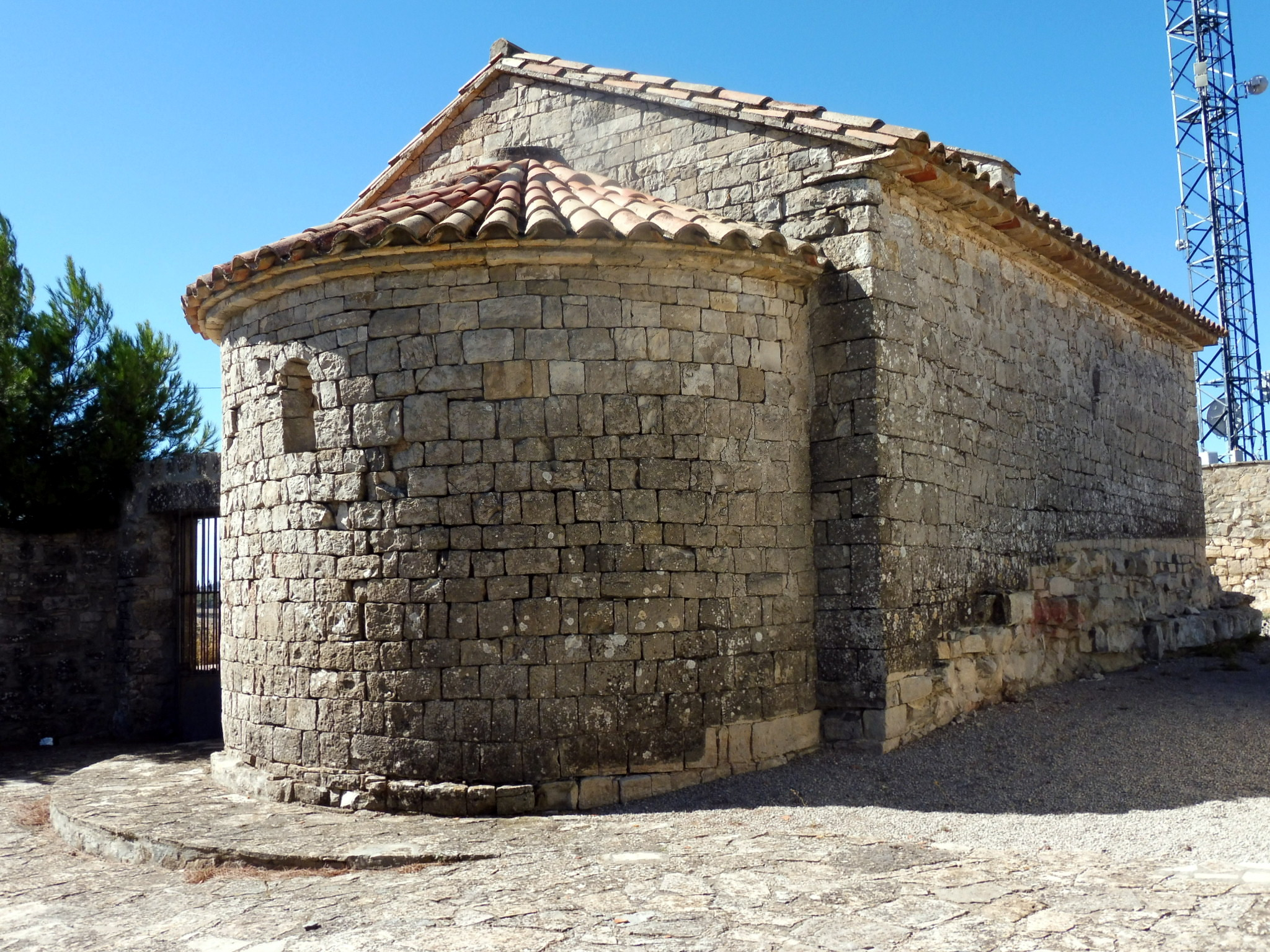
Marienkapelle